# Jan Paweł Woronicz

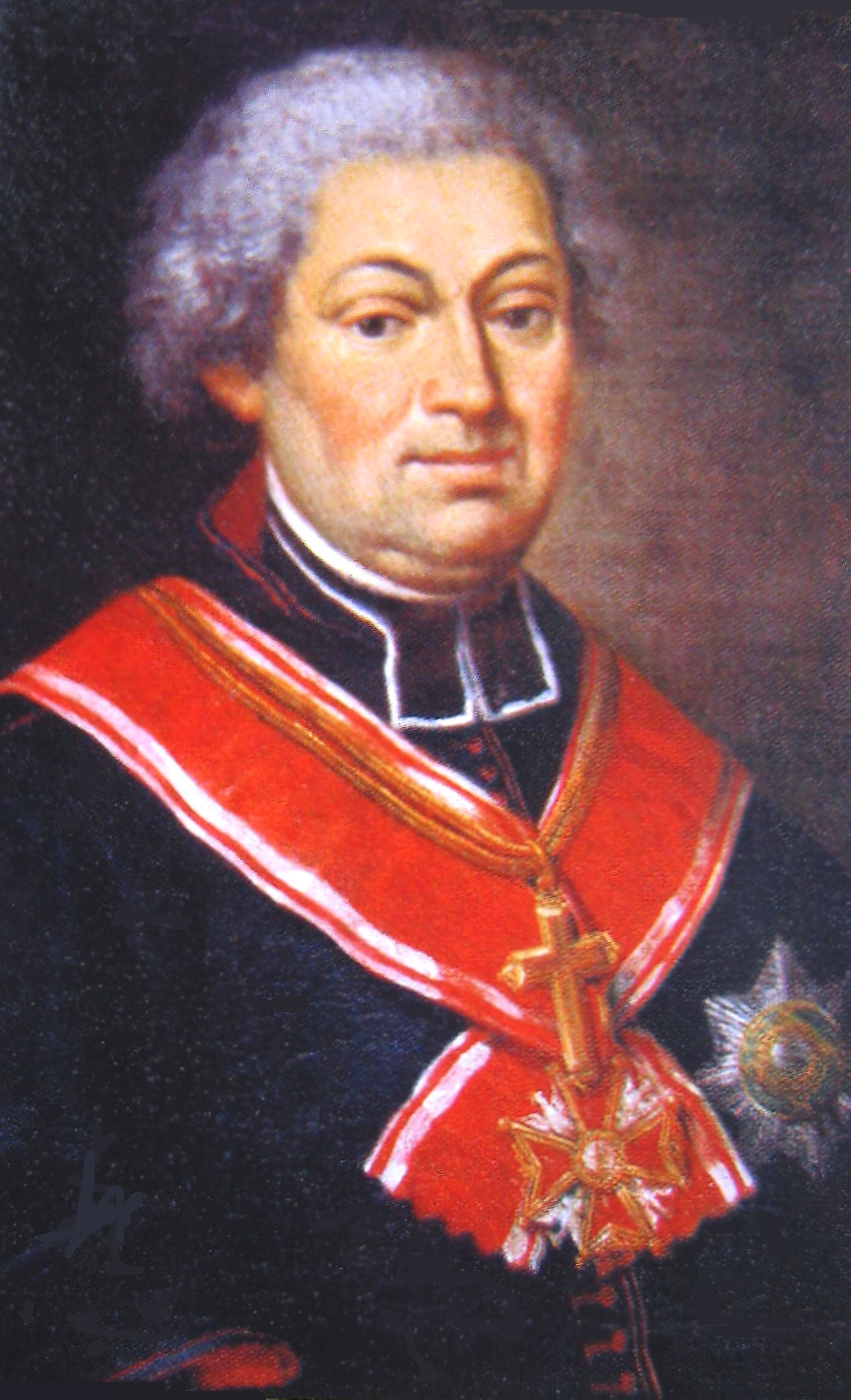
Jan Paweł Woronicz.

Jan Paweł Woronicz, född 3 juli 1757 i Brodow, Volynien, död 6 december 1829 i Wien, var en polsk poet och biskop. 
Woronicz blev 1815 biskop i Kraków och 1827 ärkebiskop i Warszawa. Bland hans mest populära skaldestycken märks diktcykeln Sybilla (1818), idylliska naturmålningar av furstinnan Izabela Czartoryskas parkanläggningar i Puławy jämte elegiska historiska betraktelser. Hans samlade verk utgavs 1832 i sju delar. Som andlig vältalare i Polen nämns han efter Piotr Skarga och Fabian Birkowski.